# Grönländische Badmintonmeisterschaft 2025
Die Grönländische Badmintonmeisterschaft 2025 fand vom 14. bis zum 19. April 2025 in der Godthåbhallen in Nuuk statt.

## Sieger und Platzierte
| Disziplin    | Gold                                          | Silber                                       | Bronze                                    |
| ------------ | --------------------------------------------- | -------------------------------------------- | ----------------------------------------- |
| Herreneinzel | Toke Ketwa Driefer                            | Maluk Christoffersen                         | Karl Jakob Thomassen                      |
| Herreneinzel | Toke Ketwa Driefer                            | Maluk Christoffersen                         | Frederik Elsner                           |
| Dameneinzel  | Sara Lindskov Jacobsen                        | Emilie Sørensen                              | Cecilia Josefsen                          |
| Dameneinzel  | Sara Lindskov Jacobsen                        | Emilie Sørensen                              | Tina A. Rafaelsen                         |
| Herrendoppel | Julian King Arleth Maluk Christoffersen       | Toke Ketwa Driefer Sebastian Reimer Bendtsen | Karl Jakob Thomassen Ukatu Kristensen     |
| Herrendoppel | Julian King Arleth Maluk Christoffersen       | Toke Ketwa Driefer Sebastian Reimer Bendtsen | Henrik Jensen Michael Kleist              |
| Damendoppel  | Tina Amassen Rafaelsen Sara Lindskov Jacobsen | Cecilia Josefsen Emilie Sørensen             | Sandra Bro Malu P. Degn                   |
| Damendoppel  | Tina Amassen Rafaelsen Sara Lindskov Jacobsen | Cecilia Josefsen Emilie Sørensen             | Malene Geisler Karolina Josefsen          |
| Mixed        | Maluk Christoffersen Sara Lindskov Jacobsen   | Sebastian Reimer Bendtsen Emilie Sørensen    | Julian King Arleth Tina Amassen Rafaelsen |
| Mixed        | Maluk Christoffersen Sara Lindskov Jacobsen   | Sebastian Reimer Bendtsen Emilie Sørensen    | Malinnguaq Egede Anna Arleth              |